# District de Sidon
Le district de Sidon (ou Saïda) est un district du Gouvernorat du Liban-Sud au Sud du Liban. Le chef lieu du district est la ville du même nom, Sidon.

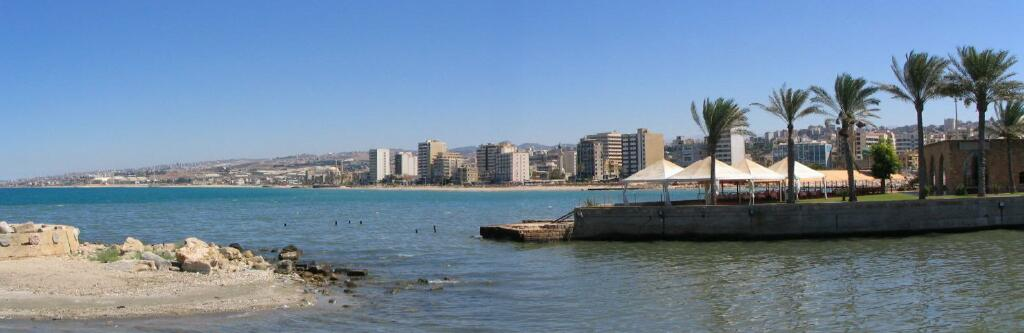
Côte de Sidon

## Principales villes et localités
- Sidon - chef-lieu
- Ain El Delb
- Barty
- Maghdouché
- Qinarit

## Circonscriptions électorales
Le caza de Sidon se divise en deux circonscriptions électorales distinctes : Saïda et Zahrani. La circonscription de Saïda (51 000 électeurs) est représentée par deux députés (sunnites), et la circonscription de Zahrani (90 000 électeurs) est représentée par trois députés (dont deux chiites et un grec-catholique)

## Répartition confessionnelle-circonscription électorale de Saïda
https://www.almanar.com.lb/9564502
http://elnashra.com/elections/vote
| Confessions          | Pourcentage (2022) | Pourcentage (2015) |
| Chrétiens (total)    | 5,44 %             | 9 %                |
| -------------------- | ------------------ | ------------------ |
| Arméniens-orthodoxes | 0,32 %             | - %                |
| Grecs-orthodoxes     | 0,16 %             | 0 %                |
| Maronites            | 1,91 %             | 3 %                |
| Grecs-catholiques    | 2,54 %             | 4 %                |
| Autres chrétiens     | 0,38 %             | 2 %                |
| Musulmans (total)    | 94,50 %            | 91 %               |
| Sunnites             | 85,32 %            | 35 %               |
| Chiites              | 9,17 %             | 56 %               |
| Alaouites            | 0 %                | 0 %                |
| Druze (total)        | 0 %                | 0 %                |

## Répartition confessionnelle des électeurs du Zahrani
http://elnashra.com/elections/vote
| Confessions       | Pourcentage |
| TOTAL CHRÉTIENS   | 26 %        |
| ----------------- | ----------- |
| Maronites         | 11          |
| Grecs-orthodoxes  | 1           |
| Grecs-catholiques | 13          |
| Autres chrétiens  | 1           |
| TOTAL MUSULMANS   | 74 %        |
| Sunnites          | 2           |
| Chiites           | 72          |
| Druzes            | 0           |
| Alaouites         | 0           |